# Ippenschied
Ippenschied là một đô thị thuộc huyện Bad Kreuznach trong bang Rheinland-Pfalz, phía tây nước Đức. Đô thị Ippenschied có diện tích 2,62 km², dân số thời điểm ngày 31 tháng 12 năm 2006 là 158 người.